# Pasión
 (mars 2025).
Pasión est un album crossover, paru en 2011, dans lequel le ténor Roberto Alagna interprète différents standards hispanophones.

## Morceaux
1. Piensa en mí (Agustín Lara)
2. Quizás, quizás, quizás
3. Historia de un amor, en duo avec Lila Downs (écrit par Carlos Eleta Almarán (es))
4. La cumparsita
5. Dos Cruces (Carmelo Larrea (es))
6. Cielito lindo
7. La Llorona
8. Bésame mucho
9. Ella (José Alfredo Jiménez)
10. Esperanza (Charles Aznavour)
11. Paloma Negra (Tomas Méndez (es))
12. El día que me quieras (Carlos Gardel)
13. Por una Cabeza (Carlos Gardel)
14. Siboney (Ernesto Lecuona)
15. Cu Ti Lu Dissi (Etta Scollo (it))